# Caridem d'Atenes
Caridem d'Atenes (en llatí Charidemus, en grec antic Χαρίδημος) fou un polític atenenc que va viure al segle iv aC.
L'any 358 aC va ser enviat junt amb Antifont com a ambaixador davant de Filip II de Macedònia per a confirmar la pau entre el rei i els atenencs, i amb instruccions secretes de negociar la recuperació d'Amfípolis a canvi de Pidna. Segurament aquest mateix Caridem hauria estat nomenat estrateg pels atenencs si Foció no hagués recomanat la pau amb Filip abans de la Batalla de Queronea l'any 338 aC. El 336 aC es trobava al regne de Macedònia al temps de l'assassinat del rei Filip II, i en va enviar un informe al seu amic Demòstenes, segons diu Plutarc.
La darrera part de la seva vida sovint es confon amb la de Caridem d'Eubea, i així es diu que era un dels generals que Alexandre el Gran va exigir per matar-los, i que va poder escapar-se a la cort del rei Darios III de Pèrsia, que el va acollir bé, però després, l'any 333 aC el va fer matar quan es va mostrar disconforme amb els preparatius de la Batalla d'Issos.